# Tour de Turquía 2008
El Tour de Turquía 2008, la 44.ª edición de la prueba, tuvo lugar del 14 al 20 de abril de 2008, sobre un trazado de 995,8 km. 
Estuvo encuadrada en el UCI Europe Tour, dentro de la categoría 2.1.
El ganador final fue el español David García Dapena, del equipo Xacobeo Galicia.

## Equipos participantes
Tomaron parte en la carrera 25 equipos con 6 ciclistas cada uno, siendo en total 150 los ciclistas que la comenzaron. Los equipos participantes fueron:

### EquiposUCI ProTeam
- Silence-Lotto
- Saunier Duval-Scott
- Team Milram
- Lampre
- Astana

### EquiposProfesionales Continentales
- PSK Whirlpool-Author
- Mitsubishi-Jartazi
- CSF Group-Navigare
- Benfica
- Extremadura
- Xacobeo Galicia
- NGC Medical-OTC Industria Porte
- Serramenti PVC Diquigiovanni-Androni Giocattoli

### EquiposContinentales
- Tyrol-Team Radland Tirol
- AC Sparta Praha
- Team Ista
- Cosmote Kastro
- Centri della Calzatura Partizan
- Hadimec AG
- Atlas-Romer's Hausbäckerei
- Steg Computer-CKT Cogeas
- Brisa Cycling Team

### Equipos nacionales
- Equipo Nacional de Turquía
- Equipo Nacional de los Países Bajos
- Equipo Nacional de Irlanda

## Etapas
| Etapa   | Ruta                     | Distancia | Fecha                  | Ganador de la etapa       |
| ------- | ------------------------ | --------- | ---------------------- | ------------------------- |
| Prólogo | Grand Premio de Estambul | 79,2 km   | domingo, 13 de abril   | Grégory Rast              |
| 1ª      | Esmirna-Kuşadası         | 132,7 km  | lunes, 14 de abril     | Guillermo Rubén Bongiorno |
| 2ª      | Kuşadası-Bodrum          | 165,9 km  | martes, 15 de abril    | Mirco Lorenzetto          |
| 3ª      | Bodrum-Marmaris          | 166,8 km  | miércoles, 16 de abril | Matteo Priamo             |
| 4ª      | Marmaris-Oludeniz        | 177,7 km  | jueves, 17 de abril    | Filippo Savini            |
| 5ª      | Kalkan-Finike            | 100,1 km  | viernes, 18 de abril   | Matteo Priamo             |
| 6ª      | Finike-Antalya           | 115,8 km  | sábado, 19 de abril    | Maximiliano Richeze       |
| 7ª      | Antalya-Alanya           | 136,9 km  | domingo, 20 de abril   | Maximiliano Richeze       |

1. ↑  El Gran Premio de Estambul (oficialmente Grand Prix of Istanbul) no es una carrera oficial siendo esta un criterium de exhibición de categoría NE que logicamente no contó para las clasificaciones de la carrera.

## Clasificaciones finales

### Clasificación general
| Posición | Ciclista             | Equipo                                          | Tiempo      |
| -------- | -------------------- | ----------------------------------------------- | ----------- |
|          | David García Dapena  | Xacobeo Galicia                                 | 25h 40' 41" |
| 2        | José Alberto Benítez | Saunier Duval-Scott                             | + 18"       |
| 3        | Pieter Jacobs        | Silence-Lotto                                   | m.t.        |
| 4        | Gustavo César Veloso | Xacobeo Galicia                                 | + 21"       |
| 5        | Danail Petrov        | Benfica                                         | + 1' 38"    |
| 6        | Assan Bazayev        | Astana                                          | + 8' 54"    |
| 7        | Gabriele Missaglia   | Serramenti PVC Diquigiovanni-Androni Giocattoli | + 8' 56"    |
| 8        | Dries Devenyns       | Silence-Lotto                                   | + 9' 11"    |
| 9        | Josu Mondelo         | Extremadura                                     | + 9' 23"    |
| 10       | David Cañada         | Saunier Duval-Scott                             | + 9' 38"    |

### Clasificación de la montaña
| Posición | Ciclista             | Equipo                          | Puntos |
| -------- | -------------------- | ------------------------------- | ------ |
|          | José Alberto Benítez | Saunier Duval-Scott             | 26     |
| 2        | David García Dapena  | Xacobeo Galicia                 | 13     |
| 3        | Luca Zanasca         | Centri della Calzatura Partizan | 12     |

### Clasificación por puntos
| Posición | Ciclista      | Equipo             | Puntos |
| -------- | ------------- | ------------------ | ------ |
|          | Assan Bazayev | Astana             | 49     |
| 2        | Matteo Priamo | CSF Group-Navigare | 39     |
| 3        | Pieter Jacobs | Silence-Lotto      | 39     |

### Clasificación de los sprints especiales
| Posición | Ciclista              | Equipo              | Puntos |
| -------- | --------------------- | ------------------- | ------ |
|          | Christph Menchenmoser | Team Ista           | 10     |
| 2        | Josu Mondelo          | Extremadura         | 5      |
| 3        | Gabriele Missaglia    | Saunier Duval-Scott | 3      |

### Clasificación por equipos
| Posición | Equipo                                          | Tiempo      |
| -------- | ----------------------------------------------- | ----------- |
|          | Serramenti PVC Diquigiovanni-Androni Giocattoli | 77h 21' 40" |
| 2        | Silence-Lotto                                   | + 3' 12"    |
| 3        | Saunier Duval-Scott                             | + 12' 44"   |